# 팔분음표

팔분음표와 팔분쉼표

팔분음표(문화어: 팔분소리표; 영어: eighth note, quaver)는 음표 중의 하나로, 1/2박자를 나타낸다.
4분음표 기둥에 꼬리 하나를 달면, 8분음표가 된다.

## 같이 보기
- 악상 기호